# Agalmyla clarkei
Agalmyla clarkei là một loài thực vật có hoa trong họ Tai voi. Loài này được (Elmer) B.L.Burtt mô tả khoa học đầu tiên năm 1968.